# 平尾昌晃
平尾 昌晃（ひらお まさあき、1937年〈昭和12年〉12月24日 - 2017年〈平成29年〉7月21日）は、日本の作曲家、作詞家、歌手。社団法人日本作曲家協会・常務理事、社団法人日本音楽著作権協会（JASRAC）理事などを歴任した。

## 来歴・人物

### 生い立ち
化粧品業を営んだ平尾聚泉の孫。クラシックの作曲家で国立音楽大学教授を務めた平尾貴四男は伯父。
東京市の牛込（現：東京都新宿区）「生まれ」であるが、終戦後、神奈川県の湘南エリアに移住し、藤沢市にある湘南学園で小中学時代を送る。出生名は平尾勇。幼少時にたびたび改名し、デビュー初期の芸名である「昌章」を経て、最終的には本名の通り平尾昌晃を芸名としていた。
小学3年生のとき、自宅に来ていた将校から貰ったジャズのLPを聴き衝撃を覚える。11歳のとき、のど自慢大会に出場し「奥様お手をどうぞ」を英語で歌い、鐘3つの合格点をもらう。
藤沢市に住み、ジャズ教室に通い、朝丘雪路、水谷良重、ペギー葉山らと知り合う。慶應義塾高等学校中退後、ウエスタンの人気バンド、チャック・ワゴン・ボーイズに入る。しばらくして、チャック・ワゴン・ボーイズはボーカルの小坂一也が脱退したため、オールスターズ・ワゴンとなる。

### ソロ・デビュー
1957年、ジャズ喫茶「テネシー」に出演していた際、ステージを見た渡辺プロの渡辺美佐と映画監督井上梅次に見初められ、同年に公開された石原裕次郎主演の『嵐を呼ぶ男』に出演する。自身としても、翌1958年1月、キングレコードより「リトル・ダーリン」でソロ・デビューする。同曲の売上は芳しくなかったが、続いて同年3月に発表した「監獄ロック」が10万枚を売り上げるヒットとなる。その後、ミッキー・カーチス、山下敬二郎（後にこの2人は渡辺プロに所属する）と「ロカビリー三人男」として「日劇ウエスタンカーニバル」などで爆発的な大人気を博した。1958年には、キングレコードからオリジナルナンバーである「星は何でも知っている」1960年4月には「ミヨチャン」（ミヨちゃん）を発表し、2曲共に100万枚を売り上げる大ヒットとなった。売上に関しては、「星は何でも知っている」は50万枚、「ミヨちゃん」は40万枚 とする文献もある。
「ミヨチャン」の元歌は、戦前から中学生の間で流行していた作曲者不詳の歌で、平尾は高校生の頃に覚えたという。それを基に現代（1960年当時）向きの歌詞をつけてリメイクしたのが平尾の「ミヨチャン」である。
ポール・アンカが作詞・作曲した「好きなんだ! (I Love You)」は、日本での売上は10万枚程度に留まったが、ハワイでは地元ラジオ局KPOIが流したことをきっかけにリクエスト・ランキングで1位を記録する大ヒットとなった。1959年12月、ハワイで開催された「アメリカン・ポップス大会」では、日本代表として歌唱した。
1965年2月20日、拳銃不法所持で逮捕される。平尾が独自にハワイから持ち帰り、帰国後「日頃、興行でお世話になっているから」と、名古屋と東京の暴力団組長に拳銃をプレゼントした事件が発覚した。平尾は22日間拘留され、釈放後「軽率だった」との反省文が雑誌に掲載された。
ロカビリーブームが去った1965年頃、北海道からじわじわ火がつき始めた「おもいで」で再ブレイクする。「おもいで」は、渡辺プロの新人歌手だった布施明が1966年に再レコーディングし、これもヒットとなった。続けて、作曲家として「霧の摩周湖」「恋」、じゅん&ネネ「愛するってこわい」、梓みちよに提供した「渚のセニョリーナ」などがヒット。「霧の摩周湖」、「渚のセニョリーナ」では、第9回日本レコード大賞作曲賞を受賞した。
その後も作曲家として非凡な才能を発揮していたが、1968年12月3日、結核を患い健康保険岡谷塩嶺病院への長期間入院による療養を余儀なくされ、翌1969年5月と6月に2度にわたる大手術を経て、肋骨を6本取り除く。1969年11月30日に退院。平尾自身は、この療養期間が作曲家としての活動の原点であることを事あるごとに語っている。

### 1970年代
1970年代に入ると、ソフトな演歌から穏やかなポップス調まで様々な作風の曲を、五木ひろしや小柳ルミ子、アグネス・チャンらに提供している。作詞家の山口洋子とのコンビは、この時代を代表するゴールデン・コンビとして知られている。
- 1971年、五木に提供した「よこはま・たそがれ」、小柳に提供した「わたしの城下町」がそれぞれ大ヒットする。
- 1972年、小柳に提供した「瀬戸の花嫁」が第3回日本歌謡大賞を受賞する。
- 1973年、五木に提供した「夜空」が第15回日本レコード大賞を受賞する。

1974年、平尾昌晃音楽学校（現：平尾昌晃ミュージックスクール、HMS）を創立する。東京本校の他、札幌、所沢、茨城、名古屋、大阪、福岡、鹿児島にも地方校があり、デビューのバックアップもする。同校出身者は狩人、畑中葉子、川島なお美、石野真子、松田聖子、川崎麻世、大沢逸美、森口博子、芳本美代子、笹峰愛、倖田來未、後藤真希、西田あいなど。歌手としては、生徒の一人である畑中葉子とデュオを組み、「カナダからの手紙」「ヨーロッパでさよなら」などのヒットを出した。また、彼が日本でのデビューのきっかけを作ったアグネス・チャンとも、「香港国際空港（CHEK LAP KOK空港）」でデュオを組んだ。
1970年代のNHK総合の人気番組『レッツゴーヤング』の司会などにも携わる一方、『平尾昌晃の部屋』など、ラジオ番組のパーソナリティも務めた。その他、人気テレビ番組『熱中時代』での「僕の先生はフィーバー」、「やさしさ紙芝居」、『熱中時代-刑事編』の「カリフォルニア・コネクション」の他、ABC発テレビ朝日系時代劇の『必殺シリーズ』、アニメ『銀河鉄道999』などの音楽を手がける。

### 1980年代
また1980年代初頭から宝塚歌劇団の舞台音楽も手がけており、こちらは晩年まで長きにわたって関係が続いた。
音楽活動のみならず、『ものまねバトル』（日本テレビ系）の審査員、チャリティゴルフの企画など、幅広く活躍した。俳優としても、『二階の他人』などに出演している。
競走馬オーナーとしては中央競馬で3勝したスーパーミヨチャンなどを所有した。また、ジャパンカップ優勝のローズキングダムの一口馬主でもあった。オートレースのファンとしても有名で、川口オートレース場には年間ボックスシートを持っているほどだった。作曲者としても川口オートのテーマソングとなる『ぶっちぎりの青春』を提供した。

### 2000年代
2001年、モンブラン国際文化賞受賞。
2002年、特定非営利活動法人ラブ&ハーモニー基金を設立、音楽を通じた福祉活動を展開する。
2003年、紫綬褒章受章。
2004年に三男の平尾勇気が歌手デビューを果たす。
2005年、歌手を目指す若い人、生徒のために自主レーベルのHMSレコードを立ち上げて、優秀な生徒をCDデビューさせている。
2006年、大晦日の『第57回NHK紅白歌合戦』（NHK総合・ラジオ第1）では同年3月に逝去した宮川泰の後を受け「蛍の光」の指揮者に就任し、2016年の第67回まで11年間務めた。ただし、宮川やその前任の藤山一郎、前田璣などと比較するべくもなく本格的に勉強した指揮法ではなく、いわば名誉職的な役割であることを本人も認めている。

### 晩年・闘病・死去
肺結核で片肺を切除して以来、肺疾患が慢性化。たびたび体調不調に悩まされた。
2014年末には原発性肺高血圧症に起因する肺炎で危篤状態となったが、この時は奇跡的に持ち直している。
2015年に肺がんであることが判明。体力面を考慮して手術を回避。以降は呼吸補助器を携行しながら、公の場にも積極的に顔を出していた。その後2017年5月「息苦しい」と訴え約1か月にわたって入院。一時は回復したものの、同年7月13日に「蒸し暑く体調が悪い」と訴え、病院で検査の結果「肺炎の疑い」との診断で入院。だがこの時も食欲は旺盛で、病室でテレビを楽しんでいたという。
しかし7月21日深夜に容体が急変。病院にかけつけた夫人や数人の親族に看取られ、同日23時40分に、肺炎のため東京都内の病院で急逝した。79歳没（享年81）。訃報後の7月23日、2016年に再々婚していたことが明らかとなった。平尾の葬儀は親族らによる密葬の形で7月30日に執り行われたため、10月30日に東京・青山葬儀所にて渡邊美佐（渡辺プロダクショングループ代表）を葬儀委員長とし、故人と縁のあった布施明、原辰徳、青木功らを発起人とし『故 平尾昌晃 葬儀・告別式』と題して公のお別れの会が行われ、原が弔辞を読み、布施と五木ひろしが「霧の摩周湖」と「よこはま・たそがれ」を霊前に捧げるべく熱唱し、葬儀に参列した歌手らにより小柳ルミ子の「瀬戸の花嫁」を合唱するなどして故人を偲んだ。

### 没後
没後に第59回日本レコード大賞特別功労賞が贈られた。
没後三回忌を迎えた2019年7月、平尾の遺骨が谷中霊園に在る平尾家先祖代々の墓所に納められた。

### レタス巻き
宮崎県の名物料理にのり巻きの一種レタス巻きがあるが、この誕生には平尾と常連として訪れていた宮崎市の一平寿しの店主との友情が誕生の切っ掛けになっている。
レタス巻きの誕生1966年(昭和41年)で、当時平尾は野菜嫌いで医者から「野菜を食べなさい」と言われていた。それを聞いた常連だった一平寿しの店主が具材にレタスを用いたのり巻きを考案。尚、具材はレタス以外に海老を使う。また、マヨネーズを用いた。のり巻きにマヨネーズを使うのは当時画期的だった。その後一平寿しはレタス巻き発祥の寿司屋となる。

## 作曲家としての提供曲

### サウンドトラック
- 朝日放送
  - 必殺シリーズ（松竹制作）[注釈 1]
- TBSテレビ
  - 風の中のあいつ[注釈 2]
  - 赤い運命
  - 明日の刑事
- テレビ朝日
  - 人魚亭異聞 無法街の素浪人（制作：三船プロ）
  - 遠山の金さん（高橋英樹主演版）[注釈 3]
- よみうりテレビ
  - 宇宙空母ブルーノア[注釈 4]

### あ行
- 藍美代子
  - 「ミカンが実る頃」（作詞：山上路夫）
  - 「星の子チョビン」「星のしずくの子守唄」（「星の子チョビン」主題歌・副主題歌）
- 葵三音子
  - 「哀愁」（朝日放送系「必殺仕置屋稼業」主題歌）
- 朝比奈マリア
  - 「星空のラストソング」「太陽は死なない」（「わが青春のアルカディア」挿入歌）
- アグネス・チャン
  - 「草原の輝き」
  - 「星に願いを」
  - 「愛の迷い子」
  - 「香港国際空港（CHEK LAP KOK空港）」
- 梓みちよ
  - 「渚のセニョリーナ」
  - 「二人でお酒を」
  - 「淋しがりや」
- 天地真理
  - 「ふたりの日曜日」
  - 「愛のメロディ」（不二家チョコレートメロディのCMソング）
- 鮎川いずみ
  - 「冬の花」（朝日放送系「必殺仕事人III」主題歌）
  - 「花の涙」（朝日放送系「必殺仕事人IV」主題歌）
- 荒木一郎
  - 「西陽のあたる部屋」（「必殺仕業人」挿入歌）
- 荒木由美子
  - 「フラストレーション」
  - 「UNHAPPY END」
  - 「夢あわせ」
- アン・ルイス
  - 「グッド・バイ・マイ・ラブ」（作詞：なかにし礼）
- 五木ひろし
  - 「よこはま・たそがれ」（作詞：山口洋子）
  - 「長崎から船に乗って」
  - 「あなたの灯」
  - 「霧の出船」
  - 「ふるさと」
  - 「夜空」
  - 「別れの鐘の音」
  - 「港・ひとり唄」
- 伊東ゆかり
  - 「小さな恋」
  - 「恋のしずく」
  - 「星を見ないで」
  - 「知らなかったの」
  - 「愛して愛して」
  - 「朝を返して」
- 大場久美子
  - 「キラキラ星あげる」（「コメットさん」主題歌）
- 大塚たけし
  - 「風は知らない」（「トリプル捜査線」主題歌）
- 奥村チヨ
  - 「夜よそのままで」
- 尾崎紀世彦
  - 「愛こそすべて」（東宝映画「エスパイ」主題歌）
- 小沢深雪
  - 「さすらいの唄」「夜空の慕情」（朝日放送系「必殺必中仕事屋稼業」主題歌・挿入歌）

### か行
- 柏原芳恵
  - 「花嫁になる朝」
  - 「古都の恋めぐり」
  - 「恋愛写真」
- 梶芽衣子
  - 「修羅の花」（映画「修羅雪姫」主題歌）
- 春日八郎
  - 「からまつ岬」
- 金沢明子
  - 「浜千鳥情話」（「必殺仕事人」主題歌）
- 狩人
  - 「白馬山麓」（作詞：喜多條忠）
- 川崎麻世
  - 「宇宙空母ブルーノア 〜大いなる海へ〜」「夜間航海（ナイト・クルーズ）」（「宇宙空母ブルーノア」主題歌・副主題歌）
- 川谷拓三
  - 「負犬の唄」（「必殺からくり人」主題歌）
- 川田ともこ
  - 「あかね雲」（「新・必殺仕置人」主題歌）
- 北川大介
  - 「横浜ルージュ」
  - 「黄昏の向こう側」
  - 「君の住む町で」
- 北川大介・瀬川瑛子
  - 「もういくつ寝るとしあわせが」
- こおろぎ'73
  - 「いつの日か」（「サイボーグ009」テレビ版第2期 副主題歌）
- 小柳ルミ子
  - 「わたしの城下町」（作詞：安井かずみ）
  - 「お祭りの夜」
  - 「雪あかりの町」
  - 「瀬戸の花嫁」（作詞：山上路夫）
  - 「京のにわか雨」（作詞：なかにし礼）
  - 「漁火恋唄」
  - 「恋にゆれて」
  - 「恋の雪別れ」
  - 「花のようにひそやかに」（作詞：阿久悠）
  - 「ひとり囃子」
  - 「みだれ髪」
  - 「青林檎」（作詞：一青窈）

### さ行
- ささきいさお
  - 「銀河鉄道999」「青い地球」（「銀河鉄道999」主題歌・副主題歌）
  - 「ぶっちぎりの青春」（川口オートレース場テーマソング）
- 桜田淳子
  - 「玉ねぎむいたら...」（TBS・TVドラマ玉ねぎむいたら…主題歌）
- 里見浩太朗
  - 「微笑みかけて」（「長七郎江戸日記」第1部 主題歌）
- 沢田研二
  - 「あなただけでいい」
  - 「『風の中のあいつ』主題歌（タイトル不明）」[注釈 5]
- 渋谷哲平
  - 「わが青春のアルカディア」（「わが青春のアルカディア」主題歌）
- ジャッキー吉川とブルーコメッツ
  - 雨の舗道
- じゅん&ネネ
  - 「愛するってこわい」
- 園まり
  - 「愛情」
  - 「泣きぬれて」
  - 「おもいきり泣かせて」

### た行
- 田川裕之
  - 「一恋橋〜いちれんばし〜」（平尾プロデュース作品）
- 千葉まなみ
  - 「想春賦」
  - 「娘ざかり」
  - 「ときめきの季節」
  - 「青い嵐」
- 鶴岡雅義と東京ロマンチカ
  - 「追憶」「あなたを愛した頃」「別れてきました」「銀座の女(ひと)」
- ザ・ドリフターズ
  - 「ミヨちゃん」（平尾が初めて作詞作曲歌唱してヒットさせたナンバーのカバー。渥美清も歌っている）

### な行
- 永井みゆき
  - 「蛇の目小紋の女」（生前最後のリリース曲）
- 中尾ミエ
  - 「花のさだめ」
  - 「淋しそうなあなた」
- 中条きよし
  - 「うそ」（作詞：山口洋子）
  - 「うすなさけ」
  - 「理由」
- 仲雅美
  - 「さすらいが呼んでる」（「家光が行く」主題歌）
- 中村雅俊
  - 「瞬間（ひととき）の愛」（「必殺渡し人」主題歌）
- 中山千夏
  - 「もくべえじろべえ」（「ひらけ!ポンキッキ」より）
- 成田賢
  - 「誰がために」（「サイボーグ009」テレビ版第2期 主題歌）
- 西崎みどり
  - 「旅愁」（「暗闇仕留人」主題歌、作詞：片桐和子）
  - 「さざなみ」（「必殺仕業人」主題歌）
  - 「流星」（「新・必殺仕舞人」主題歌）
- 西田あい
  - 「ゆれて遠花火」
  - 「ときめきカフェテラス」
  - 「月見草」
  - 「雨おんな」
  - 「涙割り」
- 野口五郎
  - 「愛よ甦れ」

### は行
- 橋幸夫&ステファニー
  - 「スターダスト上海」（作詞：橋本淳）
- 林寛子
  - 「危険がいっぱい」
- 平尾昌晃&畑中葉子
  - 「カナダからの手紙」（作詞：橋本淳）
  - 「エーゲ海の旅」
  - 「サンフランシスコ行き」
  - 「ヨーロッパでさよなら」
- 畑中葉子
  - 「ロミオとジュリエット'79」
- 原辰徳
  - 「どこまでも愛」
- 原田潤
  - 「ぼくの先生はフィーバー」（「熱中時代」先生編 第1シリーズ 主題歌、「世界一受けたい授業」主題歌）
- 氷川きよし
  - 「櫻」（作詞：なかにし礼）
- 大安蓮（ひろあれん）
  - 「空手バカ一代」（「空手バカ一代」 主題歌）
- 藤田絵美子
  - 「さよならさざんか」（「必殺仕事人V」、「必殺橋掛人」主題歌）
- 布施明
  - 「おもいで」
  - 「霧の摩周湖」（作詞：水島哲）
  - 「恋」
  - 「愛の園」
  - 「バラ色の月」
  - 「愛は不死鳥」
  - 「白いラヴレター」
  - 「何故」
- 風吹ジュン
  - 「愛がはじまる時」
  - 「涙に微笑みを」
- 本田博太郎
  - 「風の旅人」（「必殺仕舞人」主題歌）

### ま行
- 松田聖子
  - 「Eighteen」（作詞：三浦徳子）
- 水木一郎
  - 「キャプテンハーロック」「われらの旅立ち」（「宇宙海賊キャプテンハーロック」主題歌・副主題歌）
- みずきあい
  - 「惜雪」（「新必殺からくり人」主題歌）
- 水谷豊
  - 「カリフォルニア・コネクション」（「熱中時代」刑事編 主題歌、作詞：阿木燿子）
  - 「やさしさ紙芝居」（「熱中時代」先生編 第2シリーズ 主題歌、作詞：松本隆）
  - 「エンジェルSTREET」（「探偵 左文字進」シリーズ主題歌、作詞：湯川れい子）
- 三井由美子
  - 「やがて愛の日が」（「必殺仕置人」主題歌）
- 美空ひばり
  - 萩は城下町
- ミッツ・マングローブ
  - 「メロン娘とオレンジ娘」
- 三波春夫
  - 「桃太郎侍の歌」（「桃太郎侍」主題歌、作詞：三波春夫）
- 三橋美智也
  - 京都が泣いている/恋みれん
  - 郷愁/鵜の浜小唄
- 都はるみ
  - 「にごりえの町」
- 森本太郎とスーパースター
  - 「望郷の旅」（「助け人走る」主題歌）

### や行以降
- 山口百恵
  - 「赤い絆 (レッド・センセーション)」（「赤い絆」主題歌）
- 山川豊
  - 「アメリカ橋」（作詞：山口洋子）
  - 「霧雨のシアトル」
  - 「ロスの街角」（作詞：編曲：冬樹かずみ）
- 山下雄三
  - 「荒野の果てに」（「必殺仕掛人」主題歌）
- 吉沢京子
  - 「わかって欲しいの」
- ラブリーズ
  - 「紅すずらんの伝説」（支笏湖イメージソング、作詞：茜まさお）

### その他
- ぶっちぎりの青春（川口オートレース場のイメージソング。歌は佐々木功）
- オートレースのファンファーレ
- ともだちがいる（第42回NHK全国学校音楽コンクール中学校の部課題曲）
- やすらぎの時代へ
- ムーンライト・カーニバル（NHK総合レッツゴーヤングオープニング曲、作詞：森雪之丞）
- ころがれアルマジロ（NTV『新・ロンパールーム』オープニングテーマ曲。作詞：藤公之介、作曲：平尾昌晃、編曲：田辺信一、歌：やまみどり、コロムビアゆりかご会）

など多数。
また、高等学校の校歌や企業の社歌を作曲したこともある。

## 歌手としての作品

### シングル

#### 平尾昌章とオールスターズワゴン名義
キングレコード
- リトル・ダーリン / バター・フィンガース（1958年1月、EA-25）
- かんごくロック / ロンサム・カウボーイ（1958年3月、EA-32）
- ダイアナ（1958年6月、EA-36）ポール・アンカのカバー。山下敬二郎と競作になった。
  - c/w バルコニーにすわって
- ルシヤ / 五木の子守唄ロック（1958年6月、EA-43）
- クレイジー・ラヴ (1958年7月、EA-48) ジーン・ヴィンセントのカバー
  - c/w ジザベル
- 星はなんでも知っている / ロック夕やけ小やけ（1958年7月、EB-108）
- 心のうずくとき / ロック・会津磐梯山（1958年9月、EA-54）
- ジングル・ベル / 別れのワルツ（1958年10月、EA-59）
- 星の降る夜は / ロック聖者が街へやって来る（1958年11月、EB-124）
- 好きなんだ！ (I Love You)（1958年12月、EA-71）- 作詞・作曲：ポール・アンカ
  - c/w ロック黒田節
- 単車で飛ばそう / 木枯らし吹けば（1958年12月、EB-136）
- 東京ロマンスウエイ / ロック・枯葉（1959年2月、EB-148）
- ロック・おてもやん / コメ・プリマ（1959年4月、EB-163）
- 浮かれ祭り / 黒い地帯（1959年5月、EB-171）
- カン・カンからすの勘三郎 / ぐっとほれたぜ（1959年7月、EB-170）
- 男だけの世界 / 一人にしておくれ（1959年8月、EB-179）
- 事件記者（1959年11月、EB-228。B面は三船浩「110番」）
- 北風の十字路/ 流れ星だぜ（1959年12月、EB-260）
- 恋の片道切符（1960年2月、EB-310）- ニール・セダカのカバー
  - c/w 黒のブルース（メンフィス・ブルース）- アラン・ゴラゲール楽団のカバー
- ミヨチャン / あの日から（1960年4月、EB-325）
- 南の島は恋の島 / 島原地方の子守歌（1960年5月、EB-339）
- ランニング・ベア（英語版）（悲しきインディアン）（1960年5月、EA-109）- ジョニー・プレストン（英語版）のカバー
  - c/w レッド・リヴァー・ロック - ジョニーとハリケーンズ（英語版）のカバー
- マウイ・ガール / アロハ・オエ（1960年7月、IS-2002）
- 嘆きの道化師 / ドミノ（1960年8月、EB-417）
- あの娘16、おさげ髪 / 木曽の仲のりさん（1960年10月、EB-383）
- 都の灯りにあこがれて / リカちゃん（1960年10月、EB-419）
- ワゴン・トレイン（幌馬車隊）（1960年10月、EB-7025）テレビ西部劇『幌馬車隊（英語版）』主題歌のカバー
  - c/w アイ・ラヴ・パリス（英語版） - ミュージカル『CAN-CAN』挿入歌のカバー
- 嫌じゃありませんか / 水車がガッタンコ（1961年、EB-464）- 平尾昌章名義
- ギラギラロック（1961年4月、EB-7033）
  - c/w 今夜はひとりかい?（英語版） - アル・ジョルソンやエルヴィス・プレスリーらが歌った曲のカバー
- おもいで / しあわせは音もなく（1961年5月、EB-496）
- いとしのルチア / 道中伊勢音頭（1961年6月、EB-7036）
- 夢の恋人 / 星の降るよな晩だった（1961年7月、EB-519）- 平尾昌章名義
- ムームー・ソング / 夏の日の想い出（1961年7月、EB-552）
- 涙のムーディー・リヴァー（英語版）（1961年8月、EB-7043）- チェイス・ウェブスターやパット・ブーンらが歌った曲のカバー
  - c/w 世界を旅する男 - リッキー・ネルソンのカバー
- 思い出の歌（1961年10月、EB-569）- 平尾昌章名義
  - c/wは、若原一郎の「雨の日だって楽しいさ」
- ジャニー・ギター（1961年12月、SEB-49）- ペギー・リーのカバー
  - c/w ビーバップ・ア・ルーラ - ジーン・ヴィンセント&ヒズ・ブルー・キャップスのカバー
- ジングル・ベル / 別れのワルツ (Auld Lang Sayne)（1961年、EA-59）- 平尾昌章名義

ビクターレコード
- 愛してほしいの/ 恋の聴診器（1962年5月、PV-4）
- 夏の夜の恋 / 何も言えずに（1962年、VS-726）
- 哀愁のバイパス道路（VS-861）
  - c/wはフランク永井の「霧子のタンゴ」
- 甘い暴力 / チャンスを逃すな（1963年5月、PB-35）
- さあ！オリンピックだ（1964年、VA-1194）
  - 1964年東京オリンピック記念歌。伊藤アイコとデュエット。B面は伊藤のソロ曲「想い出の泉」
- スピード野郎（1964年）- ミュージカル「ラップ3分2秒8」主題歌
  - B面は亀井信夫とスペイスメンの「祈らずにいられない」

ローヤルレコード
- あいつの涙 / お月さま（1966年4月、RQ-617）

#### 平尾昌晃名義
- 破れた恋にも虹がある / ひとりごと（1967年、キングレコード、BS-640）
- 星は何でも知っている / 砂に書いたラブレター（1976年、L-26A）
- 上陸！ロックン・ロール・タイフーン / 聖者の行進（1977年6月、CBSソニー、08SH-158）
A面は1950年代から1960年代のロックンロールのヒット曲のメドレー。ミッキー・カーチス、山下敬二郎と共演
- カナダからの手紙 / 揺れる二人（1978年1月10日、ビクターレコード、SV-6340）- 畑中葉子とデュエット
- エーゲ海の旅 / 恋ごころ（1978年4月25日、ビクターレコード）- 畑中葉子とデュエット
- サンフランシスコ行き / 赤いレインコート（1978年、ビクターレコード）- 畑中葉子とデュエット
- ヨーロッパでさよなら / 東京ラブ・ストーリー（1978年、ビクターレコード、SV-6496）- 畑中葉子とデュエット
- 手錠をかけろ / 青春のみちしるべ（ビクターレコード、SV-6655）
- 遠い町 / シンガーソングライター（1979年）- NHK総合『レッツゴーヤング』エンディングテーマ曲
- 香港国際空港（CHEK LAP KOK空港）/ 夕焼け（2002年7月21日）- アグネス・チャンとデュエット
- 星空デート / 恋ふたたび（2012年4月4日）- 木の実ナナとデュエット

### アルバム
| 発売日               | 規格           | 規格品番       | タイトル |
| キングレコード       | キングレコード | キングレコード | キングレコード |
| -------------------- | -------------- | -------------- | --- |
| 1958年 8月           | LP             | LKF-1006       | 平尾とロック Side:A 1. ダイアナ 2. バーター・フィンガー 3. 監獄ロック 4. ロンサム・カウボーイ Side:B 1. リトル・ダーリン 2. 五木の子守唄ロック 3. バルコニーにすわって 4. ルシヤ |
| 1959年3月            | LP             | LKF-1017       | マーチャン大いに歌う 1. 星は何でも知っている 2. クレイジー・ラヴ 3. 思い出の指輪(山室信一郎) 4. いとしのジェニー 5. 好きなんだ! 6. オー・マイ・ソウル 7. 木枯し吹けば 8. クローディーおばさん 9. 星は何でも知っている 10. バター・フィンガー 11. かんごくロック 12. ロンサム・カウボーイ 13. バルコニーに座って 14. ルシヤ 15. ジザベル 16. ロック・夕やけ小やけ 17. 好きなんだ! 18. ランニング・ベア 19. レッド・リヴァー・ロック 20. 嘆きの道化師 21. 今夜はひとりかい 22. 世界を旅する男 23. 五木の子守唄ロック 24. ロック・会津磐梯山 25. ジングル・ベル                                                            |
| 1997年5月25日        | CD             | PCD-1545       | マーチャン大いに歌う 1. 星は何でも知っている 2. クレイジー・ラヴ 3. 思い出の指輪(山室信一郎) 4. いとしのジェニー 5. 好きなんだ! 6. オー・マイ・ソウル 7. 木枯し吹けば 8. クローディーおばさん 9. 星は何でも知っている 10. バター・フィンガー 11. かんごくロック 12. ロンサム・カウボーイ 13. バルコニーに座って 14. ルシヤ 15. ジザベル 16. ロック・夕やけ小やけ 17. 好きなんだ! 18. ランニング・ベア 19. レッド・リヴァー・ロック 20. 嘆きの道化師 21. 今夜はひとりかい 22. 世界を旅する男 23. 五木の子守唄ロック 24. ロック・会津磐梯山 25. ジングル・ベル                                                            |
| 1967年               | LP             | SKK-336        | 僕の歌にも虹がある Side:A 1. 破れた恋にも虹がある 2. 霧の摩周湖 3. 恋してる 4. ひとりごと 5. さよならのくちづけ 6. 銀の涙 7. あの日から Side:B 1. おもいで 2. あいつの涙 3. 小さな恋 4. ミヨチャン 5. 星は何んでも知っている |
| 1968年               | LP             | SKK-433        | 愛を求めて Side:A 1. 愛のこころ 2. 愛の園 3. 恋のギターラ 4. 愛情 5. 二人の夜 6. あの日限りの恋 Side:B 1. 愛を求めて 2. 恋 3. 渚のセニョリーナ 4. あなたはいない 5. 花のさだめ 6. 恋人よおやすみ |
| 1970年               | LP             | SKD-38         | 第三章 平尾昌晃リサイタル Side:A 1. おもいで 2. 平尾昌晃作品メドレー - 渚のセニョリーナ - 愛して、愛して - 銀の涙 - 恋 - 愛のこころ - みずいろの世界 - 陶らなかったの - めぐり逢うために - 愛の園 Side:B 1. 星はなんでも知っている 2. 愛は不死烏 3. 恋のしずく 4. 哀愁の二人 5. あいつの涙 6. 恋人よおやすみ |
| 2020年12月9日        | CD             | KICX-1128      | 第三章 平尾昌晃リサイタル Side:A 1. おもいで 2. 平尾昌晃作品メドレー - 渚のセニョリーナ - 愛して、愛して - 銀の涙 - 恋 - 愛のこころ - みずいろの世界 - 陶らなかったの - めぐり逢うために - 愛の園 Side:B 1. 星はなんでも知っている 2. 愛は不死烏 3. 恋のしずく 4. 哀愁の二人 5. あいつの涙 6. 恋人よおやすみ |
| 1972年               | LP             | SKD-122        | 京都ベラミ平尾昌晃オン･ステージ ※ 1971年12月22〜23日に京都のナイトクラブ「ベラミ」で収録されたライヴアルバム Side:A 1. 星はなんでも知っている 2. 鈴木邦彦作品メドレー - 恋のハレルヤ - 天使の誘惑 - 恋泥棒 3. ゆうぐれの里 4. 京都の歌メドレー - 京都慕情 - 女ひとり - 京おんな - 京都の恋 5. 愛は不死鳥 6. マミー・ブルー Side:B 1. おもいで 2. 長崎から船に乗って 3. ミヨちゃん 4. エルヴィス・プレスリー、ポール・アンカ、ニール・セダカメドレー - ハート・ブレイク・ホテル - ラブ・ミー・テンダー - ユー・アー・マイ・デスティニー - 恋の片道切符 - ダイアナ - この胸のときめきを 5. 霧の摩周湖 6. よこはまたそがれ |
| キャニオンレコード   |                |                | |
| 1975年               | LP             | C-3061         | 熱唱！ Side:A 1. おもいで 2. わたしの城下町 3. ミヨちゃん 4. よこはま・たそがれ 5. 恋のしずく 6. 二人でお酒を 7. 霧の摩周湖 Side:B 1. 星は何でも知っている 2. 瀬戸の花嫁 3. 恋 4. 夜空 5. 旅愁 6. うそ 7. 愛は不死鳥 |
| ワーナー・パイオニア |                |                | |
| 1976年               | LP             | L-10043        | Disco Train ※ ヒット曲を、ディスコ調に深町純がアレンジしたアルバム Side:A 1. ディスコトレイン - はじめに 2. 片道切符 3. 砂の中のラブレター 4. ダイアナ 5. 24,000のキス 6. 逃げる Side:B 1. Hoshi Wan Nandemo Shitteiru 2. コットンハンカチ 3. ファンキー！「みよ」ちゃん 4. ディスコトレイン 5. ディスコガールオブビーチ |
| ビクターレコード     |                |                | |
| 1979年               | LP             | SJX-20128      | 遠い町 Side:A 1. ムーンライト・カーニバル 2. 道化師 3. 薄約束 4. 東京GINZAの顔をして 5. ハーレムの月 6. エンドレス・ラブ Side:B 1. 遠い町 2. 青春のみちしるべ 3. 白いうなじ 4. わるい噂 5. 夏を染めた女 6. シンガーソングライター |
| キングレコード       |                |                | |
| 1994年6月22日        | CD             | KICS-8050      | 平尾昌晃を歌う 1. わたしの城下町 2. 港のホテル 3. ゆうぐれの里 4. 失恋 5. いろは恋唄 6. 長崎から船に乗って 7. よこはま・たそがれ 8. やがて20才になる女 9. 慕情 10. わが町は緑なりき 11. ふたりの札幌 12. 女の捨ぜりふ |
| 1998年5月22日        | CD             | KICX-463       | 夢に向かって… ※ 音楽生活40周年記念盤。提供作品のセルフカバー 1. 旅愁 2. 恋のしずく 3. うそ 4. よこはまたそがれ 5. 霧の摩周湖 6. カナダからの手紙(デュエット:森口博子) 7. 二人でお酒を 8. グッド・バイ・マイ・ラブ 9. 瀬戸の花嫁 10. 夜空 11. すらぎの時代(とき)へ 12. いつのまにか過ぎて |
| クラウンレコード     |                |                | |
| 2011年12月7日        | CD             | CRCN-20370     | メロディー〜ベストオブ平尾昌晃〜 ※ 提供作品のセルフカバーに加え、書き下ろしの新曲を収録 1. 瀬戸の花嫁 2. やさしさ紙芝居 3. 霧の摩周湖 4. 荒野の果てに〜旅愁 （メドレー） 5. アメリカ橋 6. うそ 7. おかあさん 8. よこはま・たそがれ 9. おもいで 試聴する 10. カナダからの手紙 11. 緑の中のクリーク 12. グッド・バイ・マイ・ラブ 13. 銀河鉄道999 |

#### ベストアルバム
- Nippon Rock'n'Roll - The Birth Of Japanese Rokabirii（2013年6月24日、イギリス盤）
- 決定版 2016 平尾昌晃（2015年11月11日）

#### その他
- 必殺仕事人 新録劇伴集（(必殺仕事人2007〜）（2016年11月30日、YZHM-30101）

## ラジオ出演
- ラジオ深夜便（NHKラジオ第1・FM）「生涯現役」のコーナーにゲスト出演（2011年5月1,2の両日）
- ミュージックメモリー（NHK-FM、2007年7月1日 - 2008年3月30日） - 病気療養で降板した阿久悠の後任。
- 平尾昌晃 ベスト歌謡アルバム（TBSラジオ）
- 平尾昌晃 マイソングマイウェイ（TBSラジオ）
- 平尾昌晃の部屋（文化放送）
- 平尾昌晃ポップス工房（エフエム東京）

## テレビ出演
- こころの歌（1974年、読売テレビ） - ホスト（司会）を務めるかたわら、ギターによるテーマソングの弾き語りや、単発でゲストに迎えた歌手の持ち歌のギター伴奏も披露。さらに、視聴者から公募した詞に曲を付けたうえで、「今月の歌」としてマンスリーゲストに歌わせていた。
- 遠山の金さん 第1シリーズ 第10話「高砂や! 泣いて笑った花嫁御寮」（1982年6月10日、テレビ朝日 / 東映）
- 火曜サスペンス劇場 / 切り裂かれた時間（1983年1月11日、日本テレビ）
- 勝ち抜き歌謡天国（1984年4月から1986年3月まで、NHK総合）
- 午後は○○おもいッきりテレビ(日本テレビ)
- めちゃ×2イケてるッ! / お笑い芸人歌がへたな王座決定戦スペシャル (2009年2月14日 - 2011年6月4日) - 「歌へた審査委員長」として全ての回に出演。
- NHK歌謡コンサート（2016年3月1日、NHK総合）「心ウキウキ！歌のひな祭り」『50周年作曲家 平尾昌晃』
- ダウンタウンのガキの使いやあらへんで!（2016年8月21日、日本テレビ）「熱唱!アカペラ歌合戦‼︎」
- ものまねバトル（日本テレビ） - 審査委員長として全期間に出演[31]

## 映画出演
- 嵐を呼ぶ男（1957年）
- 愛河（1958年）
- 星は何でも知っている（1958年）
- 赤いランプの終列車（1958年）
- 単車で飛ばそう（1959年）
- 東京ロマンス・ウェイ（1959年）
- 待っていた花嫁（1959年）
- 可愛い花（1959年）
- 女は抵抗する（1960年）
- 恋の片道切符（1960年）
- 不良少女（1960年）
- 俺の故郷は大西部（1960年）
- 夕陽に赤い俺の顔（1961年）
- 引っ越しやつれ（1961年）
- 幽霊五十三次（1961年）
- 二階の他人（1961年）
- 若者たちの夜と昼（1962年）
- 大暴れ五十三次（1963年）
- 七人の刑事（1963年）
- 嵐を呼ぶ十八人（1963年）
- 東京オリンピック音頭 恋愛特ダネ合戦（1963年）
- 若い港（1964年）
- やればやるぜ全員集合（1968年）

## NHK紅白歌合戦出場歴
（NHK総合・ラジオ第1）
| 1960年（昭和35年）/第11回 | ミヨチャン       | 松尾和子   |
| 1961年（昭和36年）/ 第12回 | タック・ロック   | 西田佐知子 |
| 1962年（昭和37年）/ 第13回 | ツイストNo.1     | 森山加代子 |
| 1978年（昭和53年）/ 第29回 | カナダからの手紙 | 岩崎宏美   |
| 蛍の光・担当指揮 - 「蛍の光」の3代目指揮者として藤山一郎・宮川泰の後を引き継ぎ、2006年（第57回）から死去前年の2016年（第67回）まで担当した。 |                  |            |

## 著書
- 『不死鳥のメロディー』潮出版社（1972年）
- 『これが、プロフェッショナルだ』泰流社（1977年）
- 『平尾昌晃のカラオケ100点満点―カラオケなんて恐くない!!（1983年）
- 『平尾昌晃の歌上手になる本』山口洋子編 講談社文庫（1986年）
- 『気まま人生歌の旅』広済堂出版（1994年）- 自伝
- 『昭和歌謡1945〜1989 歌謡曲黄金期のラブソングと日本人』廣済堂新書（2013年）